# Landamt Lübeck

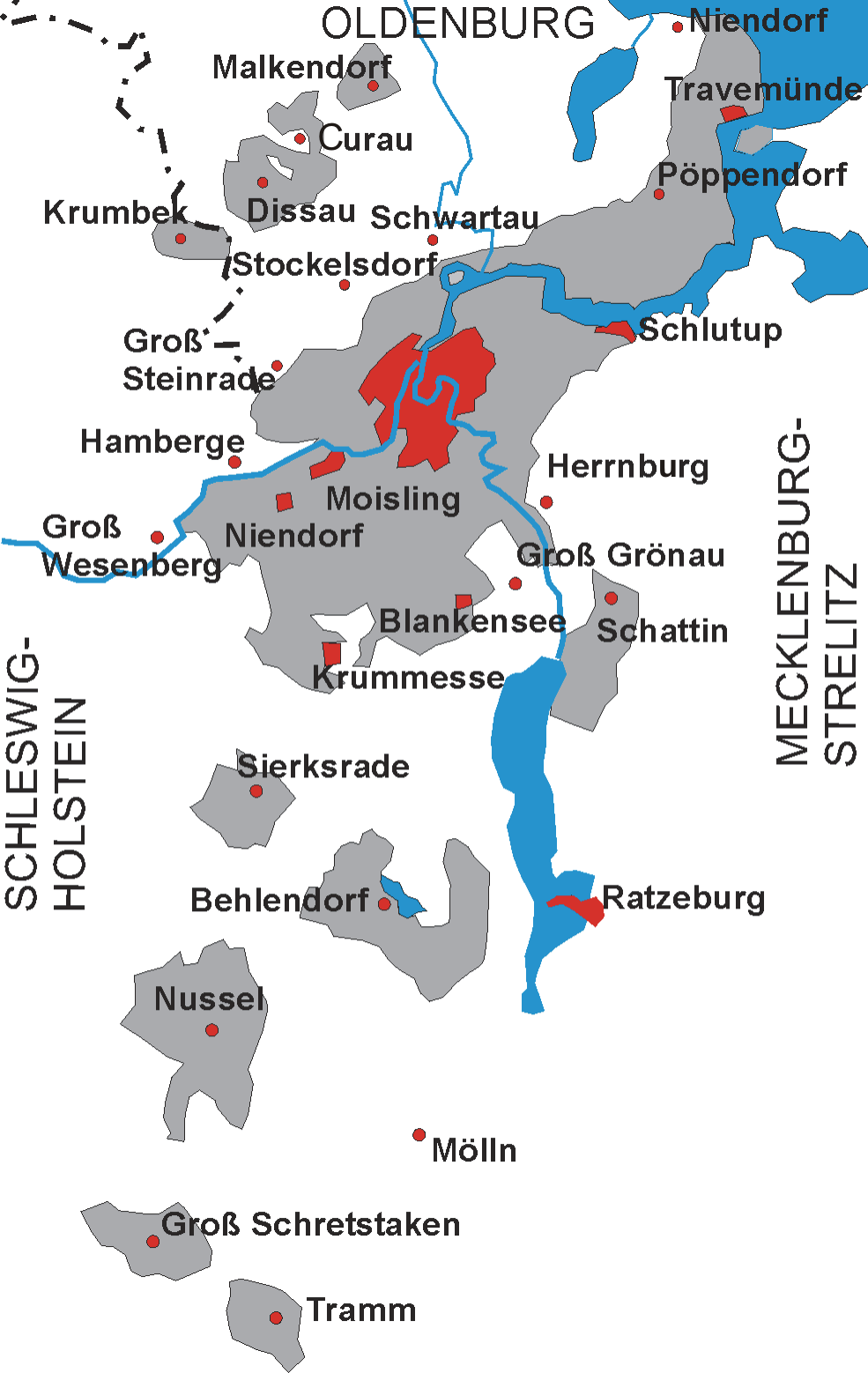
Das Staatsgebiet der Freien und Hansestadt Lübeck

Das Landamt Lübeck war ein Verwaltungsbezirk der Freien und Hansestadt Lübeck.
Es wurde (zusammen mit dem Stadtamt und dem Amt Travemünde) per 1. Januar 1852 gebildet und umfasste die lübschen Besitzungen außerhalb der Lübecker Landwehr – ausgenommen die durch das Amt Travemünde verwalteten Besitzungen des Travemünder Winkels.
Das Landamt verwaltete die Lübecker Exklaven
- Behlendorf, Albsfelde, Giesensdorf, Harmsdorf (Lauenburg)
- Nusse, Poggensee, Ritzerau
- Malkendorf
- Krumbeck
- Dissau, Kurau
- Düchelsdorf, Sierksrade
- Groß Schretstaken, Klein Schretstaken
- Schattin, Utecht
- Tramm (Lauenburg)
- sowie bis 1868 zusammen mit Hamburg die Kondominate Geesthacht und Bergedorf.

1871 wurde das Landamt mit dem Stadtamt zum Stadt- und Landamt zusammengelegt.